# Ali Abd Allah Ayyub
Ali Abd Allah Ayyub (Latakia, 28 aprile 1952) è un generale e politico siriano, vice-primo ministro della Repubblica Araba di Siria dal 2020 al 2022 ed ex ministro della difesa dal 2018 al 2022, designato a tale carica dal presidente Bashar al-Assad..